# Países Baixos nos Jogos Olímpicos de Inverno de 1964
Os Países Baixos mandaram 6 competidores que disputaram duas modalidades nos Jogos Olímpicos de Inverno de 1964, em Innsbruck, na Áustria. A delegação conquistou 2 medalhas no total, sendo uma de ouro, e uma de prata.